# (25330) 1999 KV4
1999 كي في 4 (ويعرف أيضًا باسم (25330) 1999 كي في 4 وفق تسمية الكوكب الصغير) (بالإنجليزية: 1999 KV4)‏ هو كويكب ضمن حزام الكويكبات؛ وترتيبه 25330 من حيث الاكتشاف.
اكتُشف هذا الجُرم الفلكي بواسطة ماسح السماء كاتالينا في 17 مايو 1999.

## وصلات خارجية
- (25330) 1999 KV4 في قاعدة بيانات مختبر الدفع النفاث لأجرام النظام الشمسي الصغيرة

- الاكتشاف · مخطط المدار ·  العناصر المدارية · المعلمات المادية

- (25330) 1999 KV4 على موقع ويكي سكاي: DSS2, SDSS, GALEX, IRAS, Hydrogen α, X-Ray, Astrophoto, Sky Map, Articles and images